# Noir Désir
A Noir Desir francia rockzenekar a franciaországi Bordeaux-ból. A zenekar feloszlását megelőzően négy tagból állt: Bertrand Cantat (ének, gitár), Serge Teyssot-Gay (gitár), Jean-Paul Roy (basszusgitár) és Denis Barthe (dobok).

## A zenekar története
Az együttes két alapító tagja, Bertrand Cantat és Serge Teyssot-Gay 1980-ban ismerkedett meg, amikor Cantat Bordeaux-ba költözött és ugyanabba a gimnáziumba jártak. Teyssot-Gay ekkor  17, míg Cantat 16 éves volt. Osztoztak a zene szeretetében, különösen kedvelték a Led Zeppelin, a The Who és az AC/DC zenéjét. Teyssot-nak erős zenei háttere volt, de Cantat nem tudott semmilyen hangszeren játszani, így ő lett az énekes. Ezt követően csatlakozott a zenekarhoz Denis Barthe, dobos. A zenekar különféle neveken nevezte magát, úgy mint „Psychoz”, majd „6.35”, „Station Désir” és végül „Noir Désir”.
Az alternatív, kezdetben helyenként punk stílusú zenekar első nagyobb sikerét második stúdióalbumával, az 1989-ben kiadott Veuillez rendre l'âme-mal aratta. A Tostaky című nagylemezén már keményebb rock dalok is találhatók. A 2001-ben megjelent Des Visages des Figures című albumuk jóval csendesebb hangvételű, mint a zenekar bármely korábbi albuma. A lemez a következő évben elnyerte az év legjobb rocklemezének járó francia zenei elismerést.
Bertrand Cantat énekes-gitáros 2003-ban egy vilniusi hotelszobában többször megütötte barátnőjét, a színésznő Marie Trintignant-t, akire másnap eszméletlen állapotban, kómában találtak rá, és aki 2003. augusztus 1-jén meghalt. Az énekest 8 évi börtönbüntetésre ítélték. 2004. augusztus 11-én Cantat koncertet adott a vilniusi Lukiškės börtönben a börtön személyzetének és elítéltjeinek. Ügyvédjei kérésére 2004. szeptember 28-án Cantat-t átszállították a franciaországi Muret-hoz közeli börtönbe. 2007-ben Cantat-t jó magaviseletéért feltételes szabadlábra helyezték, azonban nem hagyhatta el Franciaországot.
2008 novemberében az együttes két ingyenes dalt tett elérhetővé honlapján, melyek előadásában a teljes zenekar részt vett. A dalok a „Gagnants/Perdants” és a „Le temps des cerises” című feldolgozás voltak.
2010 januárjában Cantat korábbi felesége, és két gyermekének anyja, Rády Krisztina műfordító, kulturális szervező öngyilkosságot követett el, felakasztotta magát dél-franciaországi otthonában. Rády Krisztina kiállt férje mellett annak pere és később börtönbüntetése ideje alatt is.
Serge Teyssot-Gay 2010. november 29-én közleményben tudatta, hogy „érzelmi, zenei és emberi nézeteltérésbe” került az énekes Bertrand Cantat-val. Denis Barthe, a zenekar dobosa 2010. november 30-án úgy nyilatkozott, hogy „A Noir Désirnek vége”.

## Diszkográfia

### Stúdióalbumok
- Où veux tu qu'je r'garde? (1987)
- Veuillez rendre l'âme (1989)
- Du ciment sous les plaines (1991)
- Tostaky (1993)
- 666 667 Club (1996)
- Des Visages des Figures (2001)

### Koncertlemezek
- Dies Irae (1994)
- Noir Désir en public (2005)
- Noir Désir en images (DVD, 2005)

### Válogatáslemezek
- Compilation (1995)
- One trip / One noise (1997)
- En route pour la joie (2000)

## Fordítás
- Ez a szócikk részben vagy egészben  a   Noir Désir című angol Wikipédia-szócikk fordításán alapul.  Az eredeti cikk szerkesztőit annak laptörténete sorolja fel. Ez a jelzés csupán a megfogalmazás eredetét és a szerzői jogokat jelzi, nem szolgál a cikkben szereplő információk forrásmegjelöléseként.
- Ez a szócikk részben vagy egészben  a   Bertrand Cantat című angol Wikipédia-szócikk fordításán alapul.  Az eredeti cikk szerkesztőit annak laptörténete sorolja fel. Ez a jelzés csupán a megfogalmazás eredetét és a szerzői jogokat jelzi, nem szolgál a cikkben szereplő információk forrásmegjelöléseként.